# Ferdinand Swatosch
Ferdinand Swatosch (auch Swatosch II; * 11. Mai 1894 in Simmering; † 29. November 1974) war ein aus Simmering stammender österreichische Fußball-Nationalspieler. Er konnte in seiner Karriere mehrfach Meister mit Rapid und Austria werden und galt als einer der besten Stürmer der frühen 1920er Jahre in Österreich.

## Karriere

### 1911–1924: Simmering, Rapid, Amateure und Nationalmannschaft
Ferdl Swatosch begann seine Fußballerkarriere 1911 beim 1. Simmeringer SC, wo auch sein älterer Bruder, Nationalspieler Jakob Swatosch (* 1891; auch bekannt als Swatosch I) spielte. Sein Durchbruch gelang in der Saison 1913/14, in der er mit 18 Toren bereits drittbester Schütze der Meisterschaft wurde und den Sprung von einem in der Liga wenig erfolgreichen Klub in die Nationalmannschaft schaffte. Berühmt wurde in diesem Zusammenhang das letzte Meisterschaftsspiel der Saison mit Simmering gegen Rapid. Rapid benötigten nur ein Unentschieden zum dritten Meisterschaftssieg in Serien, verlor allerdings auf Grund zweier Swatosch-Tore vollkommen überraschend mit 1:2 und somit auch die Meisterschaft an den Wiener AF. Ferdl Swatosch wurde sofort von Seiten der Grün-Weißen ein großzügiges Transferangebot gemacht, was dieser auch annahm. Der Ausbruch des Ersten Weltkrieges behinderte allerdings seinen weiteren Karriereverlauf stark, dennoch feierte der Stürmer 1916, 1917 und 1919 drei Meisterschaften und den Gewinn des erstmals ausgespielten ÖFB-Cups 1919.
Anschließend kehrte er zu seinem Stammverein nach Simmering zurück und wurde dort umgehend wieder unumstrittener Publikumsliebling. Der Stürmer, der in nur 23 Länderspielen für Österreich beachtliche 18 Tore erzielte, wurde insbesondere durch das Länderspiel am 16. September 1920 gegen Deutschland zur Vereinslegende. Beim 3:2-Sieg über die Deutschen erzielte Ferdl Swatosch alle drei österreichischen Tore vor „heimischen Publikum“ – das Länderspiel fand vor 30.000 Zuschauer auf der Simmeringer Had statt. Diese und weitere Leistungen im Nationaldress bewirkten allerdings, dass die Simmeringer erneut ihren Topstürmer abgeben mussten. Dieses Mal verschlug es Swatosch zur Austria, damals noch Wiener Amateur-SV, mit dem er 1922 im österreichischen Pokalfinale dem Wiener AF mit 1:2 unterlag. In Ober St. Veit wurde er erneut Meister 1924, sowie Cupsieger 1921 und 1924 und zudem auch Torschützenkönig 1923.

### 1924–1930: SpVgg Sülz und Professionalismus
Vor Beginn der ersten professionellen Saison des österreichischen Fußballs wechselte Swatosch, der in Wien seine Stelle verlor und der daher mit seiner erst kurz zuvor verehelichten Gemahlin von Existenz- und Wohnungssorgen geplagt wurde, nach Köln zur dortigen SpVgg Sülz 07, einem der Vorgängervereine des heutigen 1. FC Köln. Es wurde berichtet, dass das finanzielle Angebot der Amateure, für die er am Tag seiner Abreise am 7. September 1924 noch in einem Spiel gegen MTK Budapest antrat, bei weitem zu gering war. Mit ihm zog es auch Franz Podpiera von Rapid, der vorher einige Zeit gemeinsam mit Swatosch bei Simmering spielte, zur Sülzer SpVgg.
In Köln übernahm er eine im Vereinslokal der Sülzer in der Berrenrather Straße befindliche Trafik, wohl eine Morgengabe des Vereins. Zunächst konnte er dort nur als Trainer wirken, da ihm lange eine Spielberechtigung versagt blieb. Es ging hierbei wohl um den Nachweis seiner Amateureigenschaft, der ihm aber schon früh sowohl vom österreichischen Verband und seinen Vorvereinen bestätigt wurde. Zum Spiel kam er aber in vier Länderspielen für Österreich zwischen April und Juli 1925, in denen er ebenso viele Tore beisteuerte. Sein erster Einsatz in einem Spiel in seinem neuen Wirkungskreis erfolgte erst Anfang September 1925 in einem Städtespiel zwischen Köln und Düsseldorf. Bald darauf beeindruckte er dann auch für die Sülzer auf dem Platz.
Mit Swatosch ist der sportliche Aufstieg des SpVgg Sülz 07 in der zweiten Hälfte der 1920er Jahre verbunden. 1927/28 holte er als Spielertrainer mit der westdeutschen Meisterschaft den größten Erfolg für den Verein. In der Endrunde um die Deutsche Meisterschaft gelang den Sülzern durch einen 3:1-Heimsieg über Eintracht Frankfurt der Einzug ins Viertelfinale, wo sie aber nach einem 2:5 beim FC Bayern ausschieden. In der Folgesaison setzte aber ein gewisser Schlendrian bei den Kölnern ein, wobei auch Verletzungsprobleme von Swatosch nicht hilfreich waren. In Folge kam es zu Unstimmigkeiten zwischen dem Österreicher und der Vereinsleitung und zusehends auch mit den Spielern, die 1929 beinahe zu seinem Abschied vom Verein führten.
Die Saison 1929/30 wurde im Westdeutschen Fußball vom Skandal um die Bezahlung von Fußballern beim FC Schalke 04 überlagert. Auch darüber hinaus gab es Bestrebungen den Fußball zu professionalisieren. Das führte im Oktober 1931 zur Gründung des Deutschen Professional-Fußball-Verbandes. Swatosch trat hierbei als Teil des 1. FC Köln, der vornehmlich aus Sülzer Spielern bestand, auf. Das war auch das erste Mal, dass dieser Vereinsname aufschien. Daneben waren Schalke, der F. Sp. V. Köln, der FC München Gladbach Rheydt und der 1. FC Wuppertal an diesem Unterfangen beteiligt. Interesse bestand auch bei Vereinen aus Düsseldorf und Krefeld. Die Bestrebungen blieben aber erfolglos. Vielmehr trennte sich Sülz 07 von Swatosch, wohl auch um sich vom Professionalismus wieder reinzuwaschen und sich artig amateuristisch zu zeigen. Daraufhin kam es zu gerichtlichen Auseinandersetzungen zwischen Sülz 07 und Swatosch um ausstehende Bezüge. Im Verfahren, das Swatosch gewann, erwies sich, dass er ein monatliches Gehalt von 750 Mark erhielt, was etwa dem fünffachen Lohn eines Mechanikers ausmachte. Sülz 07 wurde vom Mai bis Ende August 1931 vom Spielbetrieb ausgeschlossen.
Swatosch wollte sich anschließend als Amateur dem SC Sonnborn aus der gleichnamigen Bürgermeisterei bei Wuppertal anschließen, bekam aber nicht die erforderliche Spielgenehmigung, vielmehr wurde er im Juni 1931 wegen Verstoßes gegen die Amateurbestimmungen für ein Jahr gesperrt.

### 1932–1953: Weitere Karriere
Von Mai bis etwa November 1932 war er in Frankreich Spielertrainer beim FC Mulhouse bei der Erstaustragung der professionellen Division 1, wo der Verein unter seinem Nachfolger Ferenc Plattkó aber umgehend wieder abstieg. Sein Urteil über den Verein war vernichtend. „Eine ganz schreckliche Gesellschaft, natürlich rein fußballerisch gesehen“, meinte er. „Die Spieler sind Belehrungen unzugänglich und es ist auch unmöglich sie zu regelmäßigen Training anzuhalten.“
Von Dezember 1932 bis April 1933 spielte er in der Schweiz beim FC Oerlikon. Zum 1. Mai 1933 war er von TuRa Bonn als Trainer verpflichtet, aber später im Jahr kam er noch einmal zurück in die Schweiz um im August 1933 noch den FC Zürich in einem freundschaftlichen Wettkampf beim FC Kreuzlingen zu verstärken, der mit 0:2 verloren ging. „Auch Swatosch, der eine zeitlang mitspielte, vermochte die Lage nicht zu ändern,“ berichtete der Zürcher Sport.
Swatosch trainierte später in Deutschland den VfR Köln, Rheydter SV, SSV Lützenkirchen (1933–1935), Rot-Weiß Oberhausen (1935–1936), Borussia Dortmund (1936–1938) und Sportfreunde Siegen. Ab 1938 war er Gausportlehrer in Brandenburg. Nach dem Krieg betreute er Arminia Bielefeld (1946–1948), Schalke 04 (1948/49), Borussia Neunkirchen (1951/52) und Fortuna Köln (1952/53).
Ferdinand Swatosch war mit einer Kölnerin verheiratet.

## Vereine
Als Spieler
- 1. Simmeringer SC (1911–1914)
- SK Rapid Wien (1914–1918)
- 1. Simmeringer SC (1919–1920)
- Wiener Amateur-SV (1920–1924)
- SpVgg Sülz 07 (Spielertrainer, 1924–31)
- FC Mulhouse (Spielertrainer, 1932)
- FC Oerlikon (1932–33)

## Erfolge
- 4 × Österreichischer Meister: 1916, 1917, 1919, 1924
- 3 × Österreichischer Cupsieger: 1919, 1921, 1924
- 1 × Westdeutscher Meister: 1928

- 1 × Österreichischer Torschützenkönig: 1923
- 23 Länderspiele und 18 Tore für die österreichische Fußballnationalmannschaft von 1914 bis 1925